# Nurse Jackie - Terapia d'urto
Nurse Jackie - Terapia d'urto (Nurse Jackie) è una serie televisiva statunitense prodotta dal 2009 al 2015.
Ideata da Evan Dunsky, Liz Brixius e Linda Wallem, la serie è un medical drama con toni da commedia nera. Protagonista assoluta è l'attrice Edie Falco, pluripremiata per il ruolo di Carmela Soprano ne I Soprano, che dà vita a un personaggio cinico e arrogante con i colleghi ma molto umano con i suoi pazienti, spesso descritto come la versione al femminile del Gregory House di Dr. House - Medical Division.
La serie è stata trasmessa in prima visione negli Stati Uniti da Showtime dall'8 giugno 2009 al 28 giugno 2015 per sette stagioni. In Italia la serie ha debuttato in prima visione sul canale satellitare Sky Uno il 5 marzo 2010, e viene trasmessa in chiaro sul digitale terrestre da Cielo dal 20 settembre 2010.

## Trama
Jackie Peyton è una intraprendente infermiera del pronto soccorso del All Saints' Hospital di New York. Nel corso della serie vengono raccontate le quotidiane vicende di Jackie, cinica e farmacodipendente, alle prese con i vari problemi familiari e lavorativi, dimostrando più volte di essere più capace dei medici dell'ospedale in cui lavora.

## Episodi
| Stagione         | Episodi | Prima TV USA | Prima TV Italia |
| ---------------- | ------- | ------------ | --------------- |
| Prima stagione   | 12      | 2009         | 2010            |
| Seconda stagione | 12      | 2010         | 2011            |
| Terza stagione   | 12      | 2011         | 2012            |
| Quarta stagione  | 10      | 2012         | 2013            |
| Quinta stagione  | 10      | 2013         | 2014            |
| Sesta stagione   | 12      | 2014         | 2015            |
| Settima stagione | 12      | 2015         | 2016            |

## Personaggi e interpreti

### Personaggi principali
- Jackie Peyton (stagioni 1-7), interpretata da Edie Falco, doppiata da Emanuela Rossi.
- Eleanor O'Hara (stagioni 1-5, guest 7), interpretata da Eve Best, doppiata da Alessandra Korompay.
- Zoey Barkow (stagioni 1-7), interpretata da Merritt Wever, doppiata da Rossella Acerbo.
- Mohammed "Mo-Mo" de la Cruz (stagione 1), interpretato da Haaz Sleiman, doppiato da Roberto Gammino.
- Eddie Walzer (stagioni 1-7), interpretato da Paul Schulze, doppiato da Massimo De Ambrosis.
- Fitch "Coop" Cooper (stagioni 1-7), interpretato da Peter Facinelli, doppiato da David Chevalier.
- Kevin Peyton (stagioni 2-7, ricorrente 1), interpretato da Dominic Fumusa, doppiato da Gianfranco Miranda.
- Gloria Akalitus (stagioni 2-7, ricorrente 1), interpretata da Anna Deavere Smith, doppiata da Lorenza Biella.
- Grace Peyton (stagioni 3-7, ricorrente 1-2), interpretata da Ruby Jerins, doppiata da Sara Labidi.
- Fiona Peyton (stagioni 3-7, ricorrente 1-2), interpretata da Daisy Tahan (st. 1) e da Mackenzie Aladjem (st. 2-7), doppiata da Vittoria Bartolomei.
- Miguel Cruz (stagioni 4-5[4]), interpretato da Bobby Cannavale, doppiato da Vittorio De Angelis.
- Ike Prentiss (stagioni 5-6[4]), interpretato da Morris Chestnut, doppiato da Massimo Rossi.
- Thor Lundgren (stagioni 6-7, ricorrente 1-5), interpretato da Stephen Wallem, doppiato da Daniele Valenti.
- Carrie Roman (stagioni 6-7, ricorrente 5), interpretata da Betty Gilpin, doppiata da Domitilla D'Amico.
- Frank Verelli (stagione 6, ricorrente 5), interpretato da Adam Ferrara.

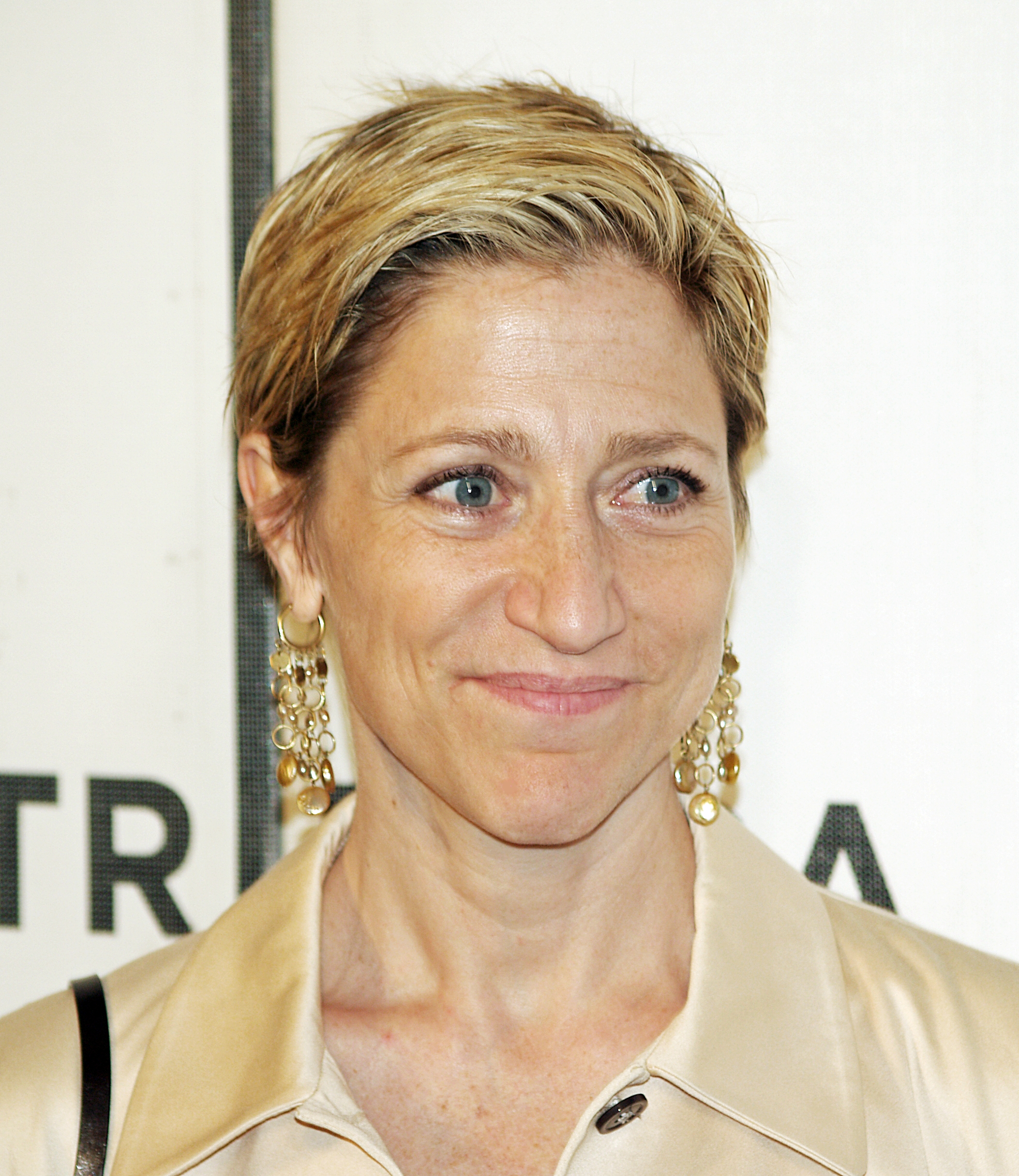
Edie Falco interpreta Jackie Peyton
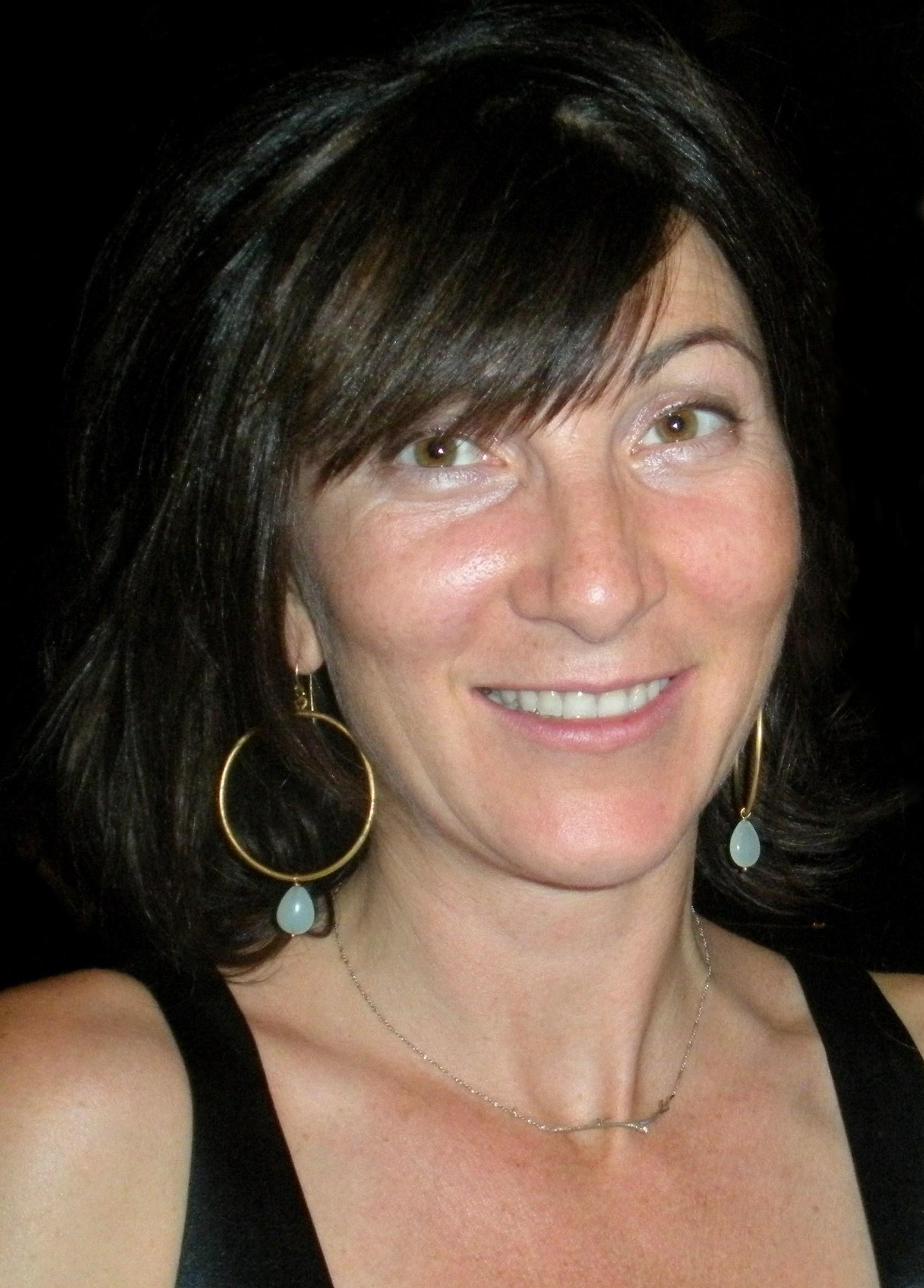
Eve Best interpreta Eleanor O'Hara
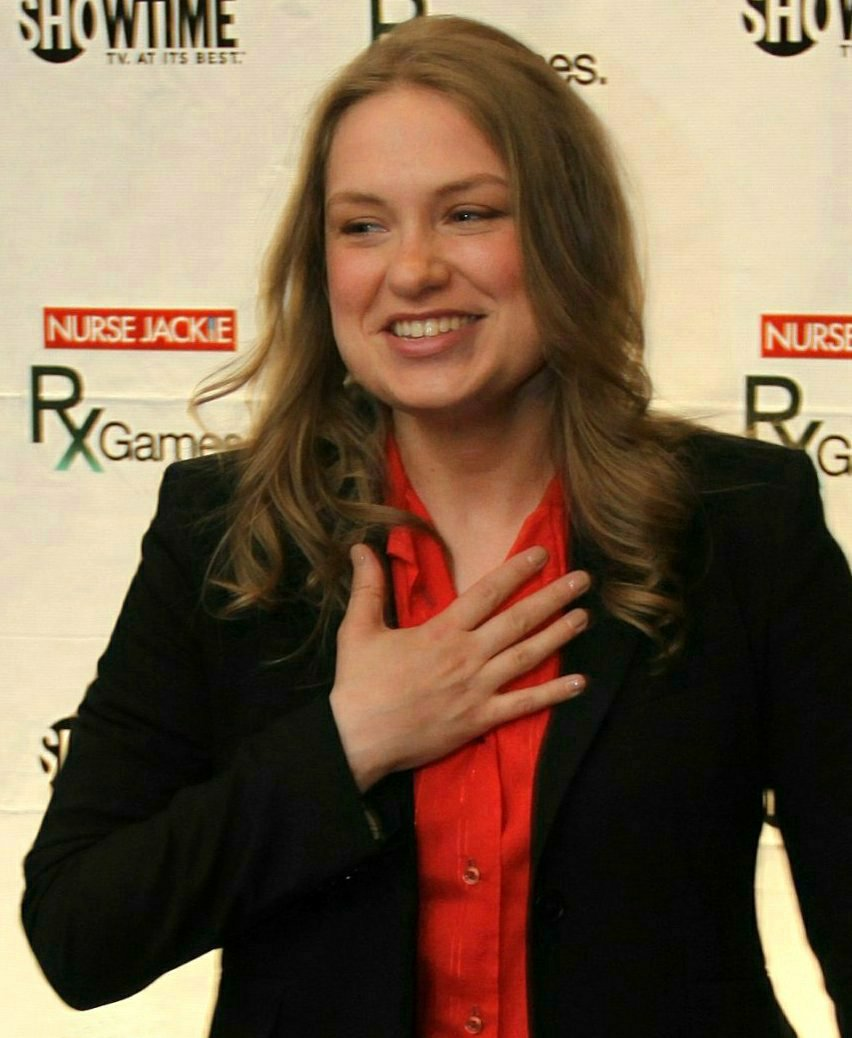
Merritt Wever interpreta Zoey Barkow
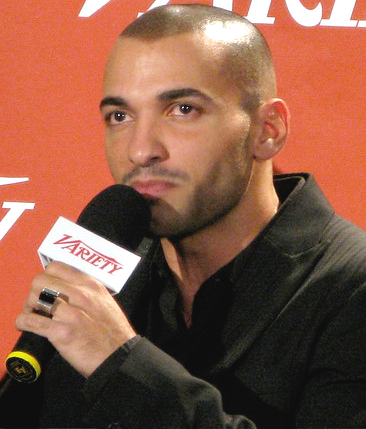
Haaz Sleiman interpreta Mo-Mo de la Cruz
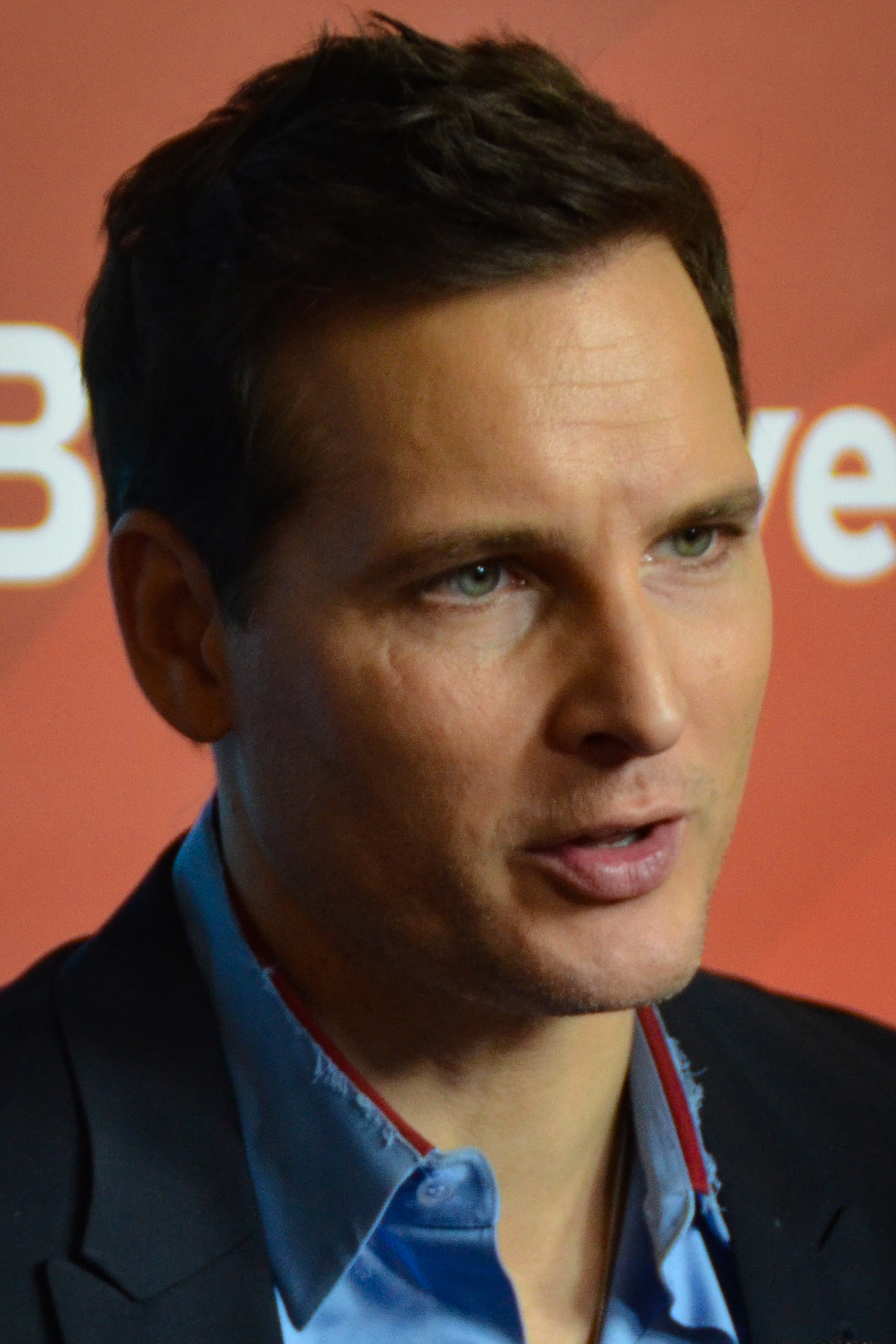
Peter Facinelli interpreta Fitch Cooper
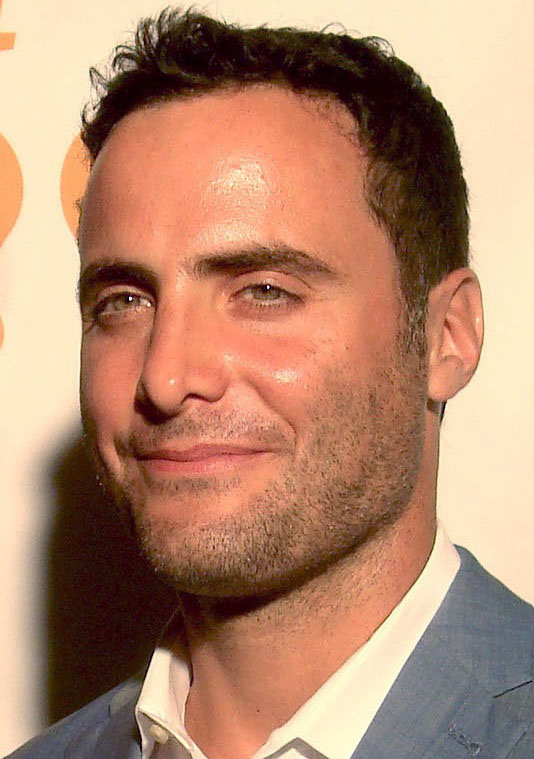
Dominic Fumusa interpreta Kevin Peyton
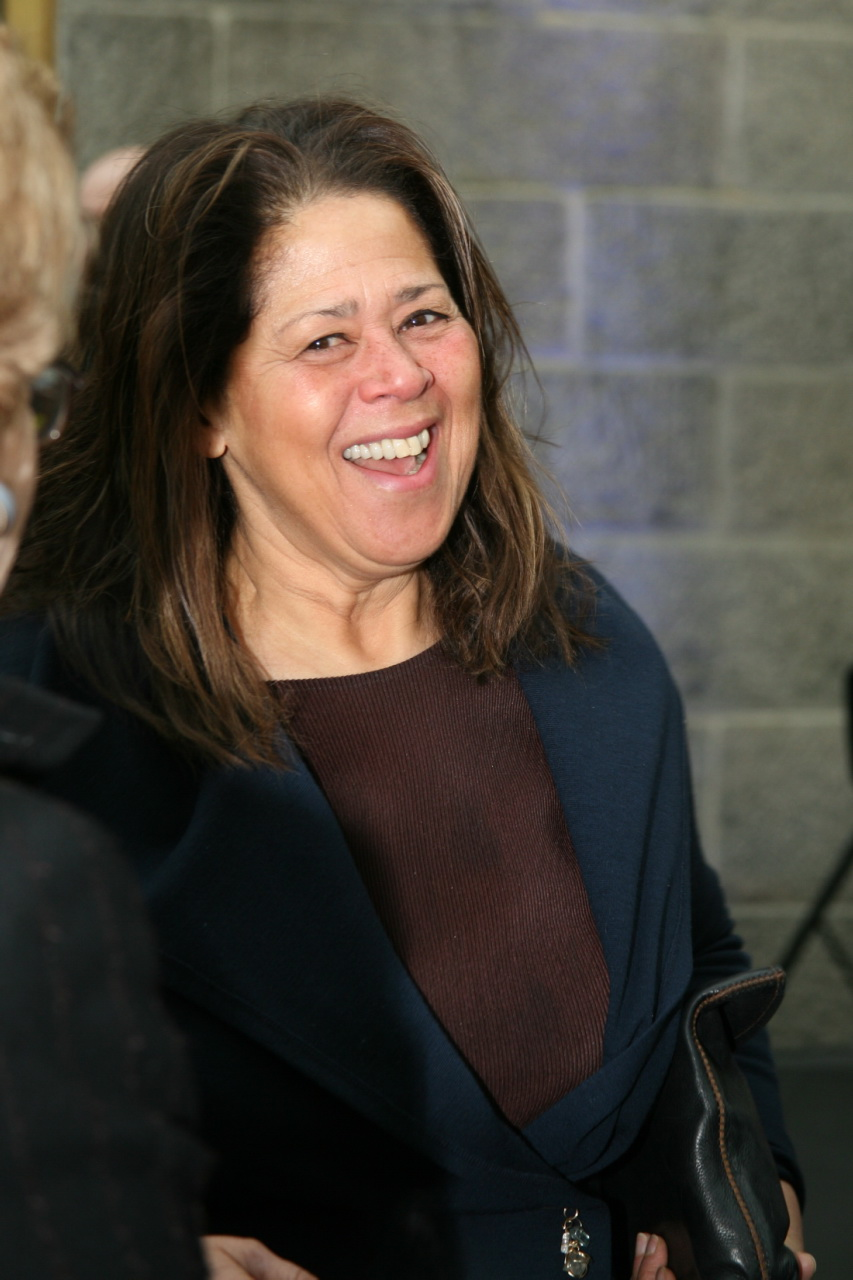
Anna Deavere Smith interpreta Gloria Akalitus
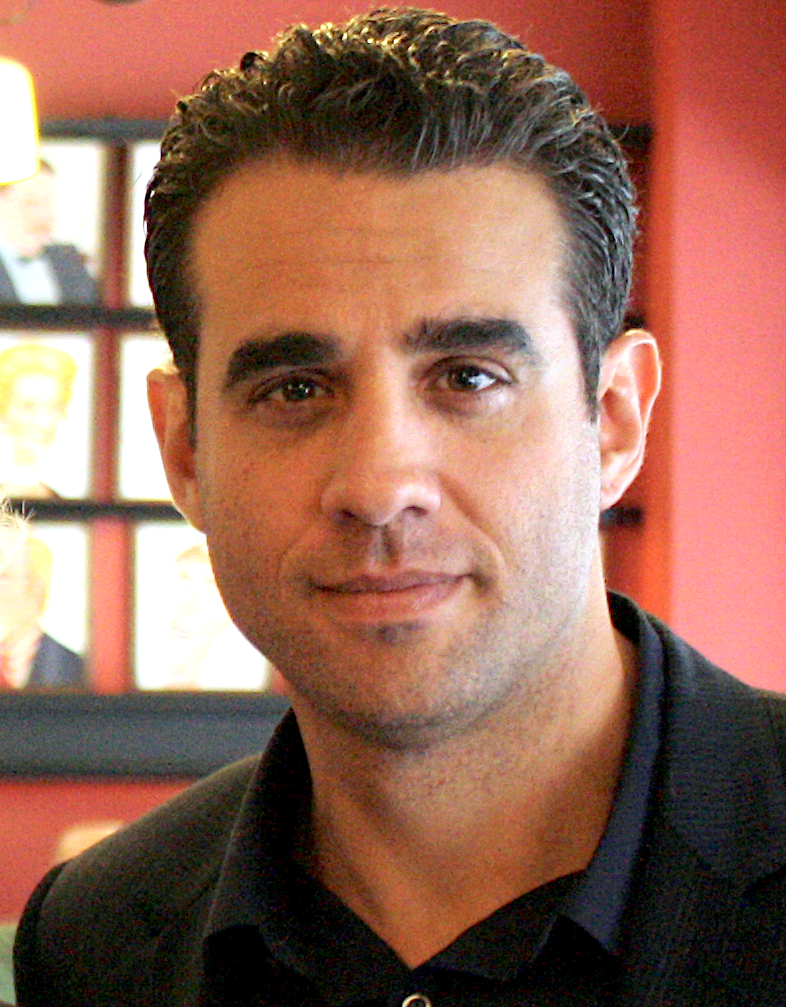
Bobby Cannavale interpreta Miguel Cruz
Morris Chestnut interpreta Ike Prentiss

### Personaggi secondari
- Ryan (stagioni 1-3), interpretato da Rene Ifrah.
- Sam (stagioni 1-4), interpretato da Arjun Gupta, doppiato da Andrea Mete
- Lenny (stagioni 1-4), interpretato da Lenny Jacobson.
- Dio (stagioni 1-5, guest 7), interpretato da Michael Buscemi.
- Tunie Peyton (stagione 3), interpretata da Jaimie Alexander, doppiata da Stella Musy
- Kelly Slater (stagioni 3-4), interpretata da Gbenga Akinnagbe.
- Charlie Cruz (stagione 4), interpretato da Jake Cannavale.
- Marta (stagione 5), interpretata da Marcy Harriell.
- Mia Peyton (stagione 6), interpretata da Laura Benanti.
- Antoniette Mills (stagione 6), interpretata da Julie White.
- Gabe (stagioni 6-7), interpretato da Michael Esper.
- Bernard Prince (stagione 7), interpretato da Tony Shalhoub.
- Barry Wolfe (stagione 7), interpretato da Mark Feuerstein.

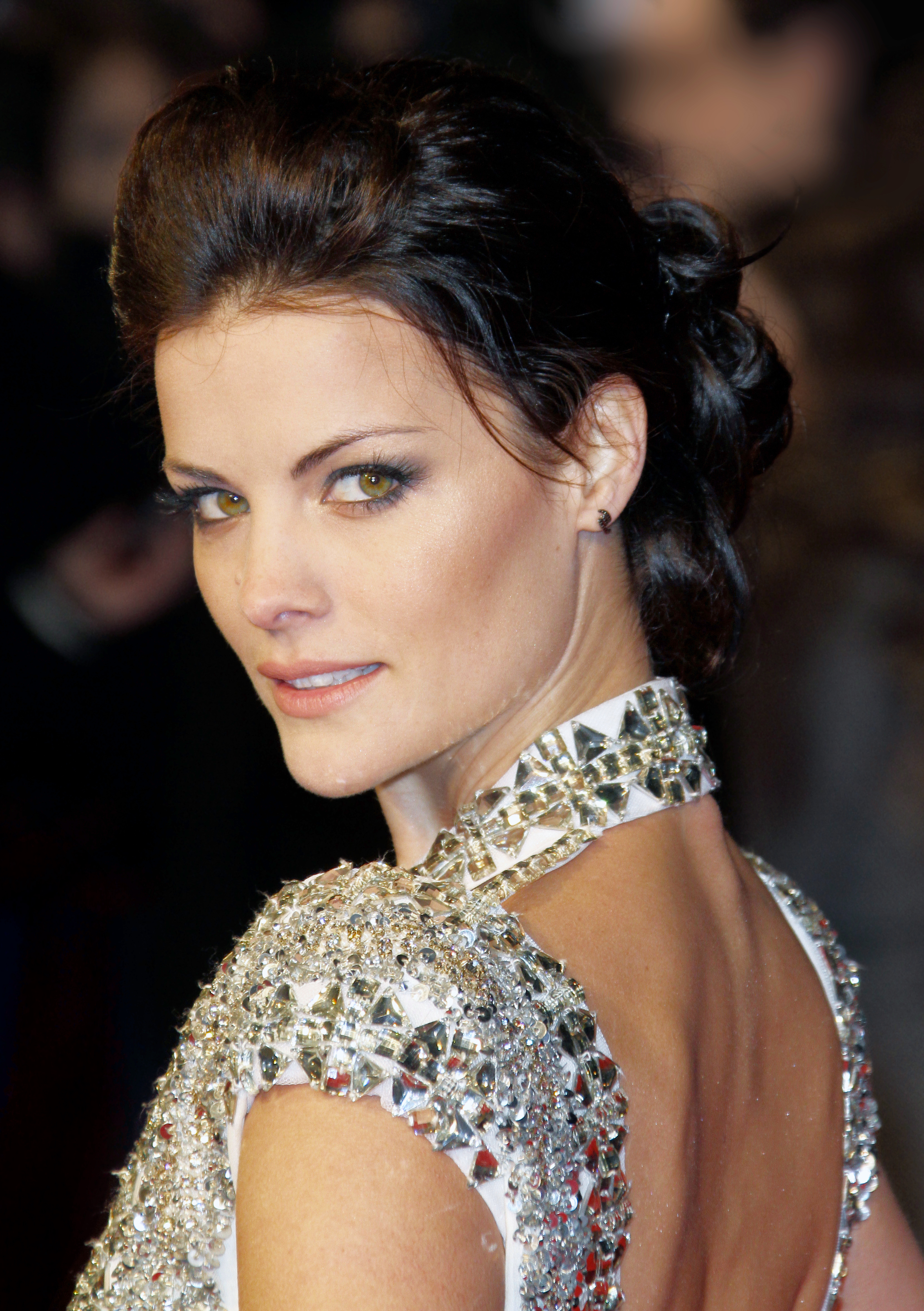
Jaimie Alexander interpreta Tunie Peyton
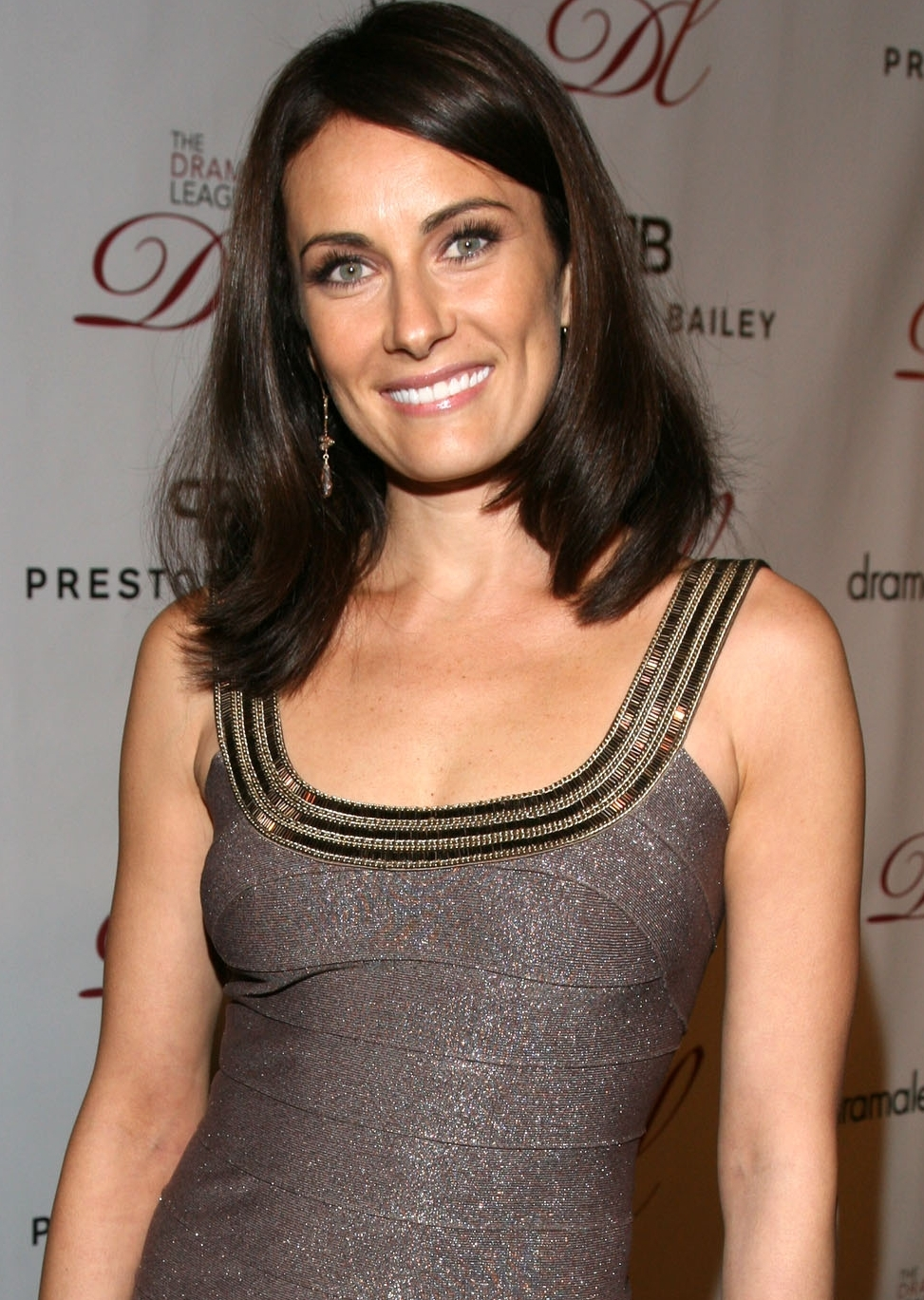
Laura Benanti interpreta Mia Peyton
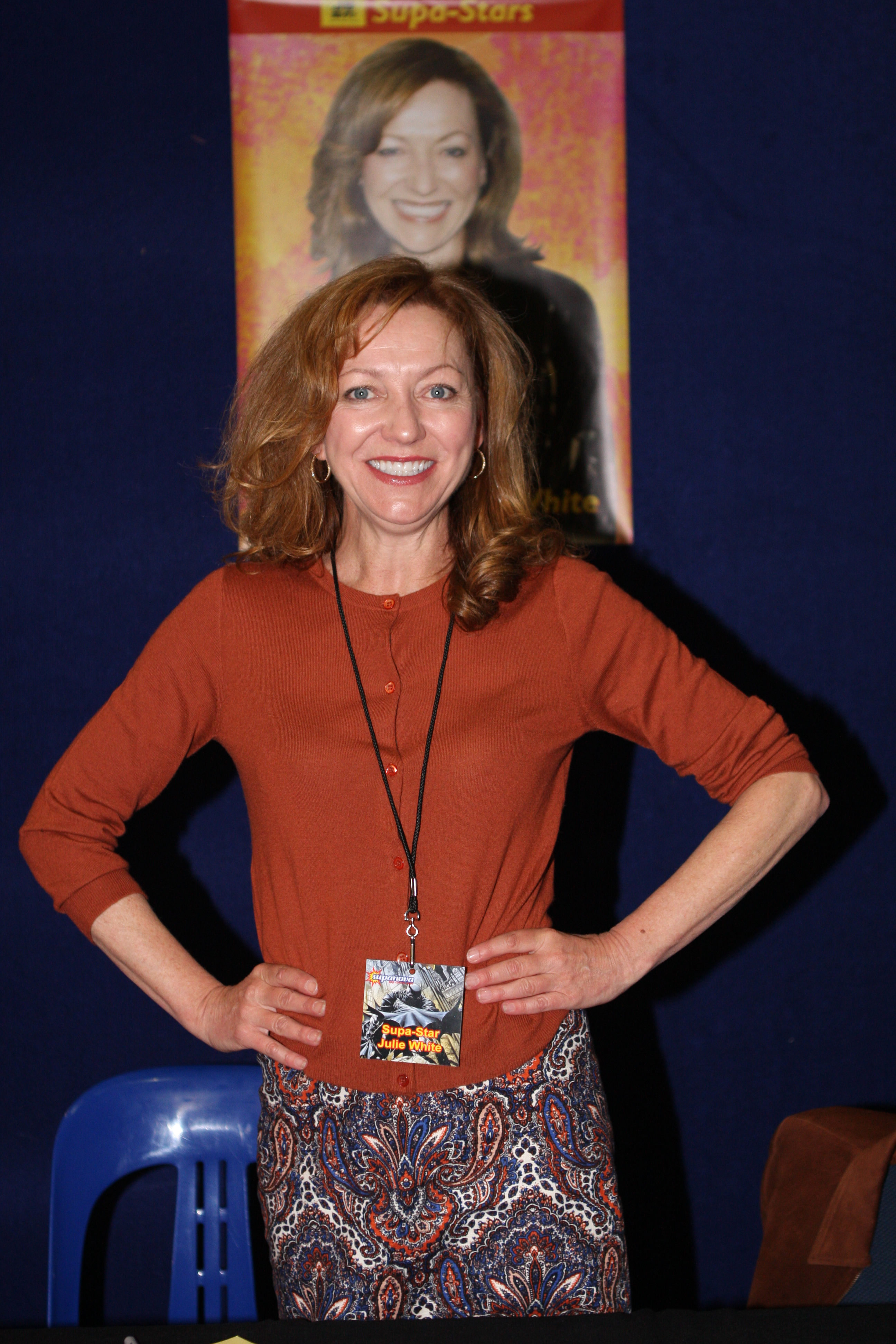
Julie White interpreta Antoniette Mills
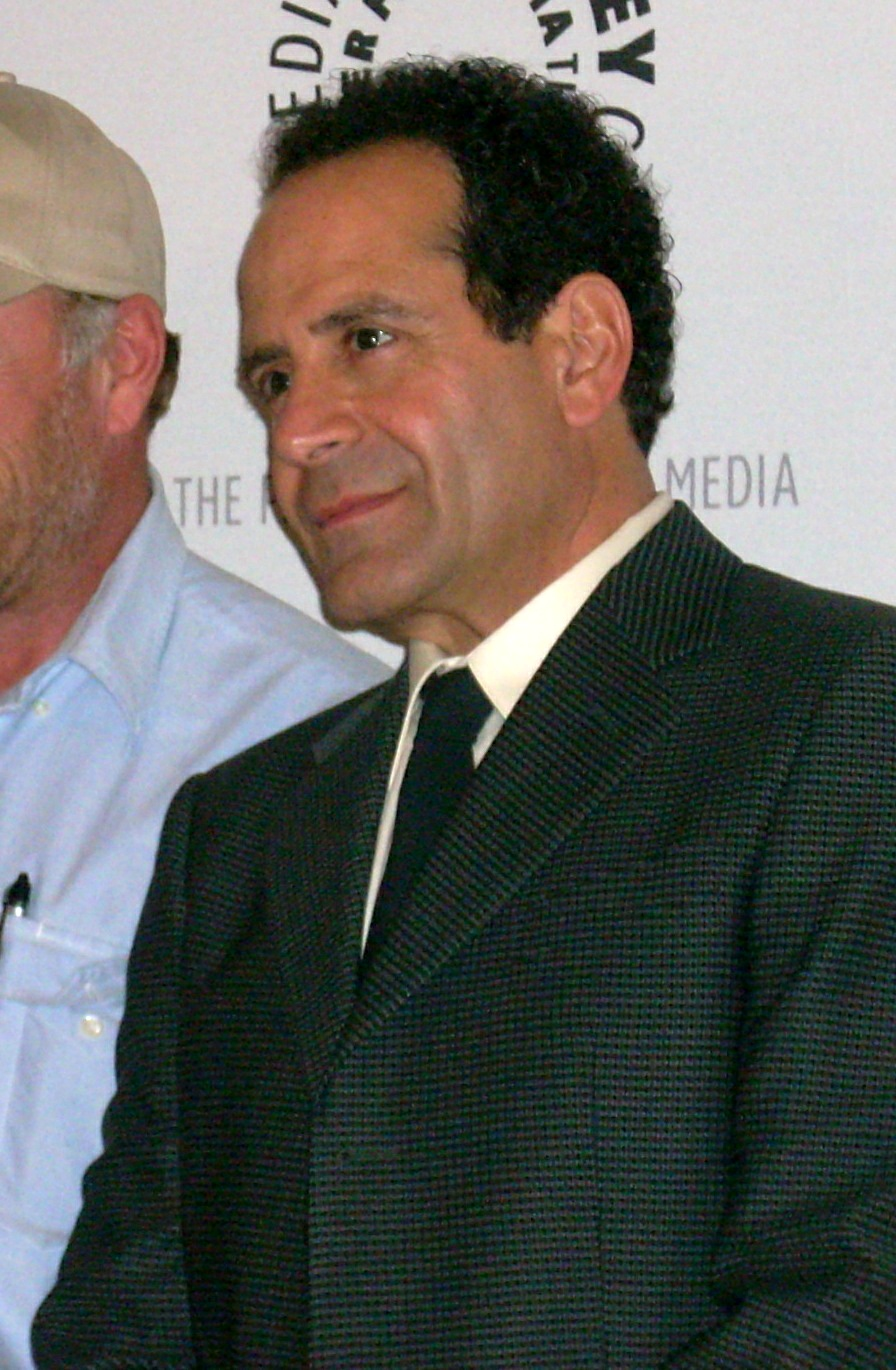
Tony Shalhoub interpreta Bernard Prince
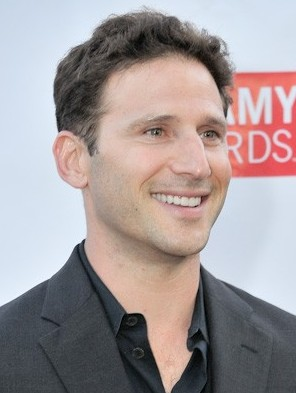
Mark Feuerstein interpreta Berry Wolfe

## Controversie
Poco dopo la messa in onda del primo episodio la New York State Nurses Association ha duramente criticato il comportamento poco etico del personaggio protagonista, colpevole a loro dire di presentare un'immagine negativa della professione e di influenzare altrettanto negativamente il pubblico; l'associazione ha inoltre chiesto a Showtime di porre un disclaimer alla fine di ogni episodio, allo scopo di separare la realtà dalla finzione. Il network si è opposto, dichiarando che il pubblico è in grado di distinguere tra una fiction ed un documentario.